# 삼중 결합
삼중 결합은 결합 차수가 3인 공유 결합이다. 두 개의 원자의 결합에 여섯개의 전자가 참여한다.
두 개의 파이 결합과 하나의 시그마 결합을 하고 있다.
|                   |                     |                  |
| 아세틸렌, H−C≡C−H | 사이아노젠, N≡C−C≡N | 일산화 탄소, C≡O |
| 삼중 결합 화합물  |                     |                  |

## 같이 보기
- 불포화 결합